# Biệt đội săn ma: Kỷ nguyên băng giá
Biệt đội săn ma: Kỷ nguyên băng giá (tên tiếng Anh: Ghostbusters: Frozen Empire) là một bộ phim điện ảnh Mỹ thuộc thể loại hài – siêu nhiên ra mắt vào năm 2024 do Gil Kenan làm đạo diễn kiêm viết kịch bản với Jason Reitman. Đây là phần phim hậu truyện của Biệt đội săn ma: Chuyển kiếp (2021) và đồng thời là phần phim thứ năm thuộc loạt phim Biệt đội săn ma. Phim có sự tham gia của dàn diễn viên chính bao gồm Paul Rudd, Carrie Coon, Finn Wolfhard, Mckenna Grace, Celeste O'Connor, Logan Kim, Kumail Nanjiani và Patton Oswalt, bên cạnh các diễn viên cũ trở lại với vai diễn của họ từ các phần phim trước bao gồm Bill Murray, Dan Aykroyd, Ernie Hudson, Annie Potts và William Atherton. Phim lấy bối cảnh nhiều năm sau các sự kiện từ Biệt đội săn ma: Chuyển kiếp, các thành viên gạo cội của Biệt đội săn ma cùng với những tân binh tiếp tục tham gia một phi vụ để cùng nhau giải cứu thế giới tại Thành phố New York khỏi một kẻ thù mạnh mẽ và đáng sợ mới.
Sau sự thành công của Chuyển kiếp, Sony Pictures đã thông báo về việc phát triển một phần hậu truyện vào tháng 4 năm 2022 với Reitman sẽ quay trở lại vị trí chỉ đạo bộ phim. Tuy nhiên, sau đó Kenan đã được thông báo thay thế vị trí đạo diễn của Reitman vào tháng 12, trong khi dàn diễn viên cũ được xác nhận trở lại với vai diễn cũ của họ. Dàn diễn viên chính mới sẽ bao gồm Nanjiani, Oswalt, James Acaster, and Emily Alyn Lind cũng được tiết lộ vào tháng 3 năm 2023, với việc ghi hình được bắt đầu cùng tháng đó và đóng máy vào tháng 6. Đây cũng là dự án đầu tiên thuộc chuỗi phim Biệt đội săn ma được tạo nên mà không có sự tham gia của Ivan Reitman, người trước đây đã từng đạo diễn hai phần phim đầu tiên cũng như sản xuất các phần phim tiếp theo đến khi ông qua đời vào tháng 2 năm 2022. Bộ phim được dành tặng để tưởng nhớ ông, cũng như kỷ niệm 40 năm ra mắt phần phim đầu tiên.
Biệt đội săn ma: Kỷ nguyên băng giá được công chiếu tại Hoa Kỳ vào ngày 29 tháng 3 năm 2024 và tại Việt Nam vào ngày 12 tháng 4 năm 2024. Sau khi ra mắt, tác phẩm nhận về những lời nhận xét trái chiều từ giới chuyên môn và chỉ thu về 202 triệu USD từ kinh phí sản xuất 100 triệu USD.

## Nội dung
Trong phần phim Biệt đội săn ma: Kỷ nguyên băng giá, gia đình Spengler đã quyết định họ sẽ rời khỏi vùng Summerville, Oklahoma để trở về nơi mà tất cả đã bắt đầu – trạm cứu hỏa mang tính biểu tượng của Thành phố New York – để giúp đỡ những thành viên của Biệt đội săn ma nguyên bản, những người đã phát triển nên một phòng thí nghiệm nghiên cứu bảo mật cấp cao để tìm cách đưa việc tiêu diệt các bóng ma lên một tầm cao mới! Tuy nhiên, sự cố về việc phát hiện ra một cổ vật đã giải phóng một thế lực bí ẩn và độc ác mới, được gọi là Death Chill, đã khiến cả những thành viên của Biệt đội săn ma cũ và mới phải cùng nhau kết hợp thành một lực lượng để bảo vệ ngôi nhà của họ cũng như là giải cứu thế giới khỏi số phận diệt vong và khó lường mà có thể sẽ vô tình ảnh hưởng đến lịch sử của thế giới với một Kỷ Băng Hà thứ hai.— Sony Pictures

## Diễn viên
- Paul Rudd thủ vai Gary Grooberson
- Carrie Coon thủ vai Callie Spengler
- Finn Wolfhard thủ vai Trevor Spengler
- Mckenna Grace thủ vai Phoebe Spengler
- Patton Oswalt thủ vai Hubert
- Celeste O'Connor thủ vai Lucky Domingo
- Logan Kim thủ vai Podcast[5]
- Bill Murray thủ vai Tiến sĩ Peter Venkman[6]
- Dan Aykroyd thủ vai Tiến sĩ Raymond "Ray" Stantz[7]
- Ernie Hudson thủ vai Tiến sĩ Winston Zeddemore[8]
- Annie Potts thủ vai Janine Melnitz[9]
- William Atherton thủ vai Walter Peck[10]

Ngoài ra, phim còn có sự tham gia của Kumail Nanjiani, James Acaster và Emily Alyn Lind trong các vai diễn không được tiết lộ.

## Sản xuất

### Phát triển
Sau khi phát hành phần phim Biệt đội săn ma: Chuyển kiếp vào tháng 11 năm 2021, Dan Aykroyd đã bày tỏ sự thích thú về việc dàn diễn viên còn sống trong phần phim Biệt đội săn ma gốc sẽ trở lại với vai diễn của họ trong tối đa ba phần phim tiếp theo.
Vào tháng 4 năm 2022, đã có thông tin về việc phần hậu truyện của Biệt đội săn ma: Chuyển kiếp (2021) sẽ được bật đèn xanh để phát triển trong thời gian sớm tới bởi Sony Pictures.
Vào tháng 6 năm 2022, bộ phim đã được xác nhận bởi đạo diễn Jason Reitman với tựa đề làm việc là Trạm cứu hỏa. Trong cùng tháng đó, phần hậu truyện được tiết lộ sẽ lấy bối cảnh tại Thành phố New York. Ngày 28 tháng 6, 2022, The Hollywood Reporter đã chia sẻ rằng bộ phim sẽ được phát hành vào ngày 20 tháng 12 năm 2023. Vào ngày 5 tháng 10, 2022, Mckenna Grace tiết lộ rằng cô sẽ quay trở lại với vai diễn cũ của phim. Vào tháng tiếp theo, Ernie Hudson cũng đã bật mí rằng anh đang được đọc kịch bản của bộ phim.
Vào tháng 12 năm 2022, có thông báo về việc Gil Kenan sẽ ngồi vào chiếc ghế đạo diễn thay thế cho Reitman, người vẫn sẽ tiếp tục vai trò biên kịch kiêm nhà sản xuất của phim. Ngoài ra, cũng có thông tin rằng aul Rudd, Finn Wolfhard và Carrie Coon cũng tiếp tục vai diễn của họ từ phần phim trước. Vào tháng 3, 2023, dàn diễn viên mới của phim cũng được tiết lộ bao gồm Kumail Nanjiani, Patton Oswalt, James Acaster và Emily Alyn Lind.
Theo lời của Nanjiani, những nhà làm phim đã vẽ nên ý tưởng cho phần phim này dựa trên sê-ri hoạt hình The Real Ghostbusters (1986-1991) và nhấn mạnh rằng họ "muốn tạo nên một tập dài của sê-ri hoạt hình này".

### Quay phim
Quá trình quay phim chính của phim được bắt đầu vào ngày 20 tháng 3, 2023 tại Luân Đôn, với tựa đề làm việc là Trạm cứu hỏa, và vị trí nhà quay phim sẽ do Eric Steelberg đảm nhận. Ngày 25 tháng 4, 2023, Ernie Hudson đã ám chỉ rằng Dan Aykroyd, Bill Murray và Annie Potts đều sẽ quay trở lại vai diễn của họ từ các phần phim Biệt đội săn ma trước; sau đó, vào tháng 4 năm 2023, Aykroyd cũng chính thức xác nhận rằng ông sẽ quay trở lại trong phần hậu truyện này.
Công đoạn quay phim cũng được phát hiện đã diễn ra tại Thành phố New York, nơi mà Casey Neista bị bắt gặp đang quay một cảnh phim đóng thế trong một đoạn phim được đăng tải vào ngày 7 tháng 6, 2023 trong khi ghi lại những ảnh hưởng của vụ cháy rừng ở Canada năm 2023 tại Thành phố New York. Bộ phim đã chính thức đóng máy vào ngày 23 tháng 6 cùng năm.

## Phát hành
Biệt đội săn ma: Kỷ nguyên băng giá được dự kiến sẽ phát hành bởi Sony Pictures Releasing vào ngày 29 tháng 3 năm 2023, thay thế cho ngày công chiếu gốc của Spider-Man: Beyond the Spider-Verse. Trước đó, phim được lên lịch sẽ công chiếu vào ngày 20 tháng 12 năm 2023, nhưng sau đó đã bị dời lại vào ngày 29 tháng 3, 2023 do vụ đình công của SAG-AFTRA năm 2023.
Vào tháng 4 năm 2021, Sony đã ký kết một thỏa thuận với Netflix và Disney để giành quyền chiếu đối với các danh sách phim của họ từ năm 2022 đến năm 2026, sau khi các bộ phim được công chiếu tại rạp cũng như phát hành qua các cửa sổ truyền thông tại gia. Netflix đã ký độc quyền quyền phát trực tuyến "trả 1 cửa sổ", thường là thời hạn 18 tháng và bao gồm Biệt đội săn ma: Kỷ nguyên băng giá và các bộ phim trước đây của hãng. Disney đã ký quyền "trả 2 cửa sổ" cho các bộ phim sẽ được phát trực tuyến trên Disney+ và Hulu cũng như phát sóng trên các mạng truyền hình tuyến tính của Disney.

### Quảng bá
Vào ngày 8 tháng 11 năm 2023, Sony đã phát hành đoạn quảng cáo teaser đầu tiên của phim, nó đồng thời vừa công bố tựa đề chính thức của phim là Biệt đội săn ma: Kỷ nguyên băng giá, cũng như tiết lộ về tiền đề của bộ phim.